# 神谷れい子
神谷 れい子（こうや れいこ、1976年10月26日 - ）は、日本の俳優。大阪府出身。身長は158cm。所属劇団は劇団漂流船。劇団四季での舞台経験を持つ。

## 出演

### 舞台
- 『うぉあいにぃ』 （2001年11月）主演
- 『コンティニュー21』 （2001年12月）
- 『ステージドアの向こう側』 （2002年7月、劇団往来合同公演）
- 『ハムレット』&『ライオンキング』 （2002年9月 - 2004年9月、劇団四季）
- ミュージカル 『QUO VADIS』 （2007年2月、六行会）ヒロイン・リジア 役
- ザ・ライフカンパニィ ミュージカル 『THE トーマス』（2007年6月、六行会） オペラ歌手、マリア・バトル 役
- 彩の国シアターフェスティバル2007 『1824』 （2007年7月、彩の国さいたま芸術劇場大ホール） ヒロイン、テレーゼ 役
- 『幸せの向こう側』 （2009年4月、池袋芸術劇場小ホール2（劇団たいしゅう小説家）） 管理官 役
- 『涙の芸人ブルース』 （2007年10月笹塚ファクトリー） 不動産社長 役
- 『スターになった男』 （2008年5月、神楽坂 die pratze）  AD 役
- 『ランナー』 （2008年8月、笹塚ファクトリー） 主演、上谷 役
- 『ユメミソウ』 （2009年11月、銀座小劇場）カンナ 役
- 『沈まない夕陽』 （2010年3月、笹塚ファクトリー）主演女優、相場陽子 役
- 都はるみ特別公演「浪花恋しぐれ」 （2010年7月、中日劇場）